# FiestaCity
FiestaCity est un festival musical gratuit organisé chaque année par l'ASBL Verviers Music Festivals avec le parrainage de la ville de Verviers et avec le soutien du service Culture de Province de Liège se déroulant le dernier week-end du mois d'août dans le centre-ville de Verviers en Belgique.
Pour sa 12e édition en 2014, il rassemblait 40 000 à 50 000 personnes.
Lors de sa 7e édition, le festival avait attiré plus de 70 000 personnes.
Sur différentes scènes réparties dans le centre-ville (6 au départ, 5 à partir de 2013, 4 à partir de 2015, 3 à partir de 2023), des concerts sont donnés, regroupant plusieurs styles de musique, le tout agrémenté d’un village d’artisans, de produits du terroir, d'un espace enfants, etc.
En 2025, confrontée à des difficultés financières croissantes (augmentation des coûts et diminution du sponsoring) incompatibles avec le modèle "gratuit" du festival, l'ASBL se voit contrainte de renoncer à l'organisation de cette édition.

## Programmation

### Années 2020

#### 2024 (20eédition)
- Boney M.
- Chico & Les Gypsies
- Plastic Bertrand
- Ykons

#### 2023 (19eédition)
- Cali
- The Rubettes
- Machiavel
- Suarez
- DJ Daddy K
- Reise Reise

#### 2022 (18eédition)
- Louis Bertignac
- Gérard Lenorman
- Kid Noize
- Elliott Murphy
- Ykons

#### 2020-2021
À la suite des mesures prises par le gouvernement fédéral liées à la pandémie de Covid-19 restreignant l'organisation de festivals en Belgique, les éditions 2020 et 2021 ont été annulées.

### Années 2010

#### 2019 (17eédition)
- Jethro Tull
- Alain Chamfort
- Cali
- Kid Noize
- Dr. Feelgood
- Sttellla

#### 2018 (16eédition)
- Michel Fugain
- Suarez
- Typh Barrow
- Electric Light Orchestra par Phil Bates & Band
- Noa Moon
- Elliott Murphy

#### 2017 (15eédition)
- Salvatore Adamo
- Beverly Jo Scott
- Ten Years After
- Marc Ysaye and Friends
- K's Choice
- Typh Barrow
- Laura Crowe

#### 2016 (14eédition)
- Les Innocents
- Hooverphonic
- Magic System
- Canned Heat
- Grandgeorge
- Sirius Plan

#### 2015 (13eédition)
- Axelle Red
- Cock Robin
- The Stranglers
- Electric Light Orchestra par Phil Bates & Band
- Superlux
- My Little Cheap Dictaphone

#### 2014 (12eédition)
- Louis Bertignac
- Slade
- The Animals
- Sttellla
- Abba Gold

#### 2013 (11eédition)
- Arno
- Wishbone Ash
- Beverly Jo Scott
- Peter Hook DJ Set
- Suarez
- Elliott Murphy

#### 2012 (10eédition)
- Gérald de Palmas
- Pavlov's Dog
- Beverly Jo Scott
- Quentin Mosimann
- Jali
- Machiavel

#### 2011 (9eédition)
- Roger Hodgson
- 10cc
- Uriah Heep
- Puggy
- Suarez

#### 2010 (8eédition)
- Hugues Aufray
- Machiavel
- K's Choice
- Jacques Stotzem
- Sttellla
- Été 67

### Années 2000

#### 2009 (7eédition)
- Scala chante Rapsat
- Slade
- Chico & Les Gypsies
- Wishbone Ash
- Soldout
- Emma Daumas

#### 2008 (6eédition)
- Pierre Perret
- Vincent Venet
- Girls in Hawaii
- Suarez
- The Tellers

#### 2007 (5eédition)
- Michel Jonasz
- Joshua
- Hollywood Porn Stars
- Les Gauff'

#### 2006 (4eédition)
- Louis Bertignac
- Michel Fugain
- Jeronimo

#### 2005 (3eédition)
- Michel Delpech
- Malibu Stacy
- Hollywood Porn Stars

#### 2004 (2eédition)
- Georges Moustaki
- Philippe Lafontaine
- Perry Rose
- Ange

#### 2003 (1reédition)
- Mousta Largo
- Vincent Venet